# Dąbrówka Dolna (gromada)
Dąbrówka Dolna – dawna gromada, czyli najmniejsza jednostka podziału terytorialnego Polskiej Rzeczypospolitej Ludowej w latach 1954–1972.
Gromady, z gromadzkimi radami narodowymi (GRN) jako organami władzy najniższego stopnia na wsi, funkcjonowały od reformy reorganizującej administrację wiejską przeprowadzonej jesienią 1954 do momentu ich zniesienia z dniem 1 stycznia 1973, tym samym wypierając organizację gminną w latach 1954–1972.
Gromadę Dąbrówka Dolna z siedzibą GRN w Dąbrówce Dolnej utworzono – jako jedną z 8759 gromad na obszarze Polski – w powiecie opolskim w woj. opolskim, na mocy uchwały nr VII/26/54 WRN w Opolu z dnia 4 października 1954. W skład jednostki weszły obszary dotychczasowych gromad Dąbrówka Dolna, Domaradzka Kuźnia, Lubnów, Kopalina i Zawiść ze zniesionej gminy Dąbrówka Dolna w tymże powiecie. Dla gromady ustalono 22 członków gromadzkiej rady narodowej.
31 grudnia 1959 do gromady Dąbrówka Dolna włączono wsie Radomierowice, Święciny i Młodnik ze zniesionej gromady Radomierowice w tymże powiecie.
1 stycznia 1967 z gromady Dąbrówka Dolna wyłączono wieś Młodnik, włączając ją do gromady Murów w tymże powiecie. 
Gromada przetrwała do końca 1972 roku, czyli do kolejnej reformy gminnej.